# Macrostylis expolita
Macrostylis expolita is een pissebed uit de familie Macrostylidae. De wetenschappelijke naam van de soort is voor het eerst geldig gepubliceerd in 2004 door Mezhov.